# Atletiek op de Olympische Zomerspelen 2024 – 4×400 meter gemengd
De 4 × 400 meter voor gemengde teams (2 mannen en 2 vrouwen) op de Olympische Zomerspelen 2024 vond plaats op vrijdag 2 en zaterdag 3 augustus 2024 in het Stade de France in Parijs. Het was de tweede keer dat dit atletiekonderdeel op het programma stond. Het Nederlandse team won de finale, voor de Verenigde Staten en Groot-Brittannië.

## Records
Voorafgaand aan het toernooi waren dit het wereldrecord en het olympisch record.
| Wereldrecord     | Verenigde StatenJustin Robinson, Rosey Effiong, Matthew Boling, Alexis Holmes     | 3.08,80 | Boedapest | 19 augustus 2023 |
| Olympisch record | PolenKarol Zalewski, Natalia Kaczmarek, Justyna Święty-Ersetic, Kajetan Duszyński | 3.09,87 | Tokio     | 31 juli 2021     |

## Resultaten

### Series
Er werden twee series gelopen waarbij de drie snelste teams van elke serie zich kwalificeerden voor de finale (Q). Van de overgebleven teams kwalificeerden de twee tijdsnelsten zich ook voor de finale (q).

#### Serie 1
| Rang | Baan | Land                                                                                         | Tijd    | Bijz.     |
| ---- | ---- | -------------------------------------------------------------------------------------------- | ------- | --------- |
| 1    | 6    | Verenigde Staten Vernon Norwood, Shamier Little, Bryce Deadmon, Kaylyn Brown                 | 3.07,41 | Q, WR, OR |
| 2    | 8    | Frankrijk Muhammad Kounta, Louise Maraval, Téo Andant, Amandine Brossier                     | 3.10,60 | Q, NR     |
| 3    | 7    | België Jonathan Sacoor, Helena Ponette, Kevin Borlée, Naomi Van den Broeck                   | 3.10,74 | Q, NR     |
| 4    | 2    | Jamaica Reheem Hayles, Junelle Bromfield, Zandrion Barnes, Stephenie Ann McPherson           | 3.11,06 | q, NR     |
| 5    | 5    | Polen Maksymilian Szwed, Marika Popowicz-Drapała, Karol Zalewski, Justyna Święty-Ersetic     | 3.11,43 | q, SB     |
| 6    | 9    | Zwitserland Charles Devantay, Giulia Senn, Lionel Spitz, Yasmin Giger                        | 3.12,77 | NR        |
| 7    | 3    | Kenia David Sanayek Kapirante, Veronica Kamumbe Mutua, Boniface Ontuga Mweresa, Mercy Chebet | 3.13,13 |           |
| 8    | 4    | Bahama's Wendell Miller, Javonya Valcourt, Alonzo Russell, Quincy Penn                       | 3.14,58 |           |

#### Serie 2
| Rang | Baan | Land                                                                                  | Tijd    | Bijz. |
| ---- | ---- | ------------------------------------------------------------------------------------- | ------- | ----- |
| 1    | 4    | Groot-Brittannië Samuel Reardon, Laviai Nielsen, Alex Haydock-Wilson, Nicole Yeargin  | 3.10,61 | Q, NR |
| 2    | 6    | Nederland Eugene Omalla, Lieke Klaver, Isaya Klein Ikkink, Cathelijn Peeters          | 3.10,81 | Q     |
| 3    | 3    | Italië Luca Sito, Anna Polinari, Edoardo Scotti, Alice Mangione                       | 3.11,59 | Q     |
| 4    | 5    | Nigeria Samuel Ogazi, Ella Onojuvwevwo, Ifeanyi Emmanuel Ojeli, Patience Okon George  | 3.11,99 | NR    |
| 5    | 7    | Ierland Christopher O'Donnell, Sophie Becker, Thomas Barr, Sharlene Mawdsley          | 3.12,67 |       |
| 6    | 2    | Oekraïne Oleksandr Pohorilko, Tetyana Melnyk, Danylo Danylenko, Maryna Shostak        | 3.15,51 |       |
| 7    | 9    | Duitsland Jean Paul Bredau, Alica Schmidt, Manuel Sanders, Eileen Demes               | 3.15,63 |       |
| 8    | 8    | Dominicaanse Republiek Erick Joel Sánchez, Milagros Durán, Robert King, Anabel Medina | 3.18,39 |       |

### Finale
| Rang   | Baan | Land                                                                                   | Tijd    | Bijz. |
| ------ | ---- | -------------------------------------------------------------------------------------- | ------- | ----- |
| Goud   | 7    | Nederland Eugene Omalla, Lieke Klaver, Isaya Klein Ikkink, Femke Bol                   | 3.07,43 | AR    |
| Zilver | 5    | Verenigde Staten Vernon Norwood, Shamier Little, Bryce Deadmon, Kaylyn Brown           | 3.07,74 |       |
| Brons  | 8    | Groot-Brittannië Samuel Reardon, Laviai Nielsen, Alex Haydock-Wilson, Amber Anning     | 3.08,01 | NR    |
| 4      | 4    | België Jonathan Sacoor, Helena Ponette, Alexander Doom, Naomi Van den Broeck           | 3.09,36 | NR    |
| 5      | 2    | Jamaica Raheem Hayles, Junelle Bromfield, Zandrion Barnes, Stephenie Ann McPherson     | 3.11,67 |       |
| 6      | 9    | Italië Luca Sito, Giancarla Trevisan, Edoardo Scotti, Alice Mangione                   | 3.11,84 |       |
| 7      | 3    | Polen Maksymilian Szwed, Justyna Święty-Ersetic, Karol Zalewski, Alicja Wrona-Kutrzepa | 3.12,39 |       |
| –      | 6    | Frankrijk Muhammad Kounta, Louise Maraval, Fabrisio Saidy, Amandine Brossier           | DSQ     |       |

2020: Karol Zalewski, Natalia Kaczmarek, Justyna Święty-Ersetic, Kajetan Duszyński · 
2024: Eugene Omalla, Lieke Klaver, Isaya Klein Ikkink, Femke Bol